# Everetts (Caroline du Nord)
Everetts est une ville américaine située dans le comté de Martin dans l'État de Caroline du Nord. En 2010, sa population était de 164 habitants.

## Démographie
| 1900 | 1910 | 1920 | 1930 | 1940 | 1950 |
| ---- | ---- | ---- | ---- | ---- | ---- |
| 127  | 146  | 230  | 270  | 265  | 244  |

| 1960 | 1970 | 1980 | 1990 | 2000 | 2010 |
| ---- | ---- | ---- | ---- | ---- | ---- |
| 225  | 198  | 213  | 143  | 179  | 164  |

## Source de la traduction
- (en) Cet article est partiellement ou en totalité issu de l’article de Wikipédia en anglais intitulé « Everetts, North Carolina » (voir la liste des auteurs).